# Лорі серамський
Лорі серамський (Lorius domicella) — вид папугоподібних птахів родини Psittaculidae. Ендемік Індонезії.

## Поширення
Ймовірно, вид є ендеміком острова Серам на півдні Молуккських островів. Птахи, що спостерігалися на Амбоні, ймовірно втекли з неволі. Статус записів з островів Харуку та Сапаруа невідомий, але, ймовірно, йдеться про втечі з неволі. Схоже, що цей птах завжди був незвичайним чи рідкісним, останні записи походять лише з національного парку Манусела в центрі Серама.
Мешкає в пагорбах і передгірних тропічних лісах, іноді віддаючи перевагу хребтам, у досить обмеженому діапазоні висот (між 300 і 1300 м, але зазвичай лише між 600 і 1000 м). Він живе парами або розсіяними зграями і вважається переважно осілим.

## Опис
Птах завдовжки близько 30 см, довжина крил близько 16 см, довжина хвоста 10 см і вага близько 200 грамів. Він має червоний основний колір і чорну шапку, яка на спині стає фіолетовою. Крила зелені з жовтими краями, плечі та підкрилка сині. Стегна також забарвлені в синій колір. Лапи сірі, а дзьоб помаранчевий. Райдужна оболонка очей також має помаранчевий колір. У дорослих особин також є широкий жовтий комір, який майже не зустрічається у молодих особин. Самці відрізняються від самиць лише білим кольором кілець навколо зіниць, які у самиць сірі.

## Спосіб життя
Харчується переважно нектаром і пилком, які він споживає своїм спеціалізованим язиком, а також насінням і плодами. Інколи їсть комах. Пара залишається разом на все життя. Сезон розмноження припадає навесні, коли самиця висиджує два яйця довжиною 32 мм і діаметром 25,5 мм. Гніздо розміщене у дуплі дерева. Інкубація триває протягом 25 днів. Батьки годують молодих близько 70 днів, але вони не стають статевозрілими, поки їм не виповниться 3—4 роки.